# His Wife's Story
His Wife's Story è un cortometraggio muto del 1915 diretto da J. Farrell MacDonald. Il film, prodotto dalla Biograph, aveva come interpreti Vera Sisson, G. Raymond Nye, José Ruben e Charles Hill Mailes.

## Produzione
Il film fu prodotto dalla Biograph Company.

## Distribuzione
Distribuito dalla General Film Company, il film - un cortometraggio in due bobine - uscì nelle sale cinematografiche statunitensi nel settembre 1915. Ne venne fatta una riedizione distribuita sul mercato americano il 19 dicembre 1916.
Non si conoscono copie ancora esistenti della pellicola che viene considerata presumibilmente perduta.